# Tom Morga
Tom Morga (Burbank, 27 novembre 1941) è uno stuntman e attore statunitense.
È principalmente noto per aver interpretato il ruolo di Jason Voorhees nelle allucinazioni e nei sogni di Tommy Jarvis nel quinto capitolo della saga Venerdì 13 e per aver interpretato il ruolo di Michael Myers in varie scene nel quarto capitolo della saga Halloween.

## Filmografia parziale
- Venerdì 13 Parte 5 (1985)
- Priorità assoluta (Eve of Destruction), regia di Duncan Gibbins (1991)
- Star Trek: The Next Generation - serie TV, episodi 6x10 - 6x15 (1992)
- Star Trek: Deep Space Nine - serie TV, episodi 3x01-3x02-4x10 (1994-1995)